# Maksim Łuzjanin
Maksim Siergiejewicz Łuzjanin (ros. Максим Сергеевич Лузянин; ur. 21 sierpnia 1976 r. w Nowoczerkasku) – rosyjski kulturysta, przedsiębiorca, opozycjonista, uczestnik demonstracji politycznych. W 2012 roku obecny w mediach za sprawą tortur, którym go poddano, oraz głośnego aresztowania.

## Życiorys
Urodzony w Nowoczerkasku, wychowywał się w Podolsku. Syn Siergieja i Anny Łuzjaninów. Ma młodszego brata, Michaiła (ur. 1985). Łuzjanin chciał wstąpić w szeregi rosyjskiej armii, lecz nie pozwoliło mu na to przewlekłe schorzenie żołądka. Posiada wykształcenie wyższe.
Jako piętnastolatek zainteresował się sportem. Jest kulturystą; intensywne treningi siłowe rozpoczynał jeszcze w trakcie edukacji szkolnej. Wyróżnia się olbrzymimi proporcjami ciała. Właściciel sieci klubów fitness. W 1999 otrzymał wyrok więzienia w zawieszeniu na cztery lata za rzekome wymuszanie haraczu, choć osoby z najbliższego otoczenia Łuzjanina zaprzeczają, by prowadził on działalność przestępczą.
Znany jako opozycjonista oraz wróg ustroju putinowskiego. 6 maja 2012 w Moskwie brał udział w demonstracji sprzeciwiającej się władzy Władimira Putina. 28 maja schwytano go, aresztowano i oskarżono o udział w zamieszkach oraz pobicie policjanta, przez co prokuratura wnioskowała o pozbawienie go sześciu lat wolności. Początkowo Łuzjanin nie przyznawał się do stawianych mu zarzutów. Zeznania wymuszano na nim − jako na więźniu politycznym − brutalnymi torturami. Po dwunastu dniach niewoli i przesłuchań wyznał, że jest winny. Gdy pokazał się publicznie po raz pierwszy od czasu pojmania, nosił ślady pobić i maltretowania. Ujawniono, że przesłuchiwany przetrzymywany był w celi i pozbawiany wody oraz posiłków. Skazano go na cztery i pół roku ciężkich prac w łagrach.
Przed nałożeniem na Łuzjanina kary łagrów, do prokuratury i komisji śledczej wnoszono wnioski o przeprowadzenie dochodzenia w sprawie nielegalnego przetrzymywania i torturowania opozycjonisty. Inicjatywa została jednak zignorowana. Proces Łuzjanina był szeroko komentowany w światowych mediach.
Jego żona, Natalja Łuzjanin, jest kulturystką. Ma syna, Antona.

## Warunki fizyczne
- wzrost: ok. 170−175 cm[1]